# Nicolás Demartini
Nicolás Agustín Demartini (Rafael Calzada, Partido de Almirante Brown, Argentina, 4 de noviembre de 1999-) es un futbolista profesional argentino que se desempeña como Defensa y actualmente juega en el Barracas Central de la Primera División de Argentina

## Trayectoria
Formado en las divisiones inferiores de Temperley, fue promovido por Gastón Esmerado al primer equipo durante el torneo de Primera División 2017-18, haciendo apariciones contra Newell's Old Boys, Chacarita Juniors y Patronato, desde febrero de 2018 cuando descendieron. En Primera B Nacional, jugó los primeros 20 partidos de la campaña 2018-19, al tiempo que anotó su primer gol durante la derrota como local por 2-3 ante Arsenal de Sarandí, el 23 de septiembre de 2018.
El 15 de marzo de 2021, fue anunciado como refuerzo de Deportes Antofagasta, cedido por un año. En enero de 2022, fue cedido una vez más, esta vez al club Tigre de la Primera División argentina, hasta fin de temporada.
El 25 de octubre de 2024 conquista el gol del empate ante Estudiantes de La Plata, en condición de local.

## Clubes
| Club                          | País      | Año           |
| ----------------------------- | --------- | ------------- |
| Temperley                     | Argentina | 2018-2023     |
| Deportes Antofagasta (cedido) | Chile     | 2021          |
| Tigre (cedido)                | Argentina | 2022          |
| Barracas Central              | Argentina | 2024-presente |